# Keele University

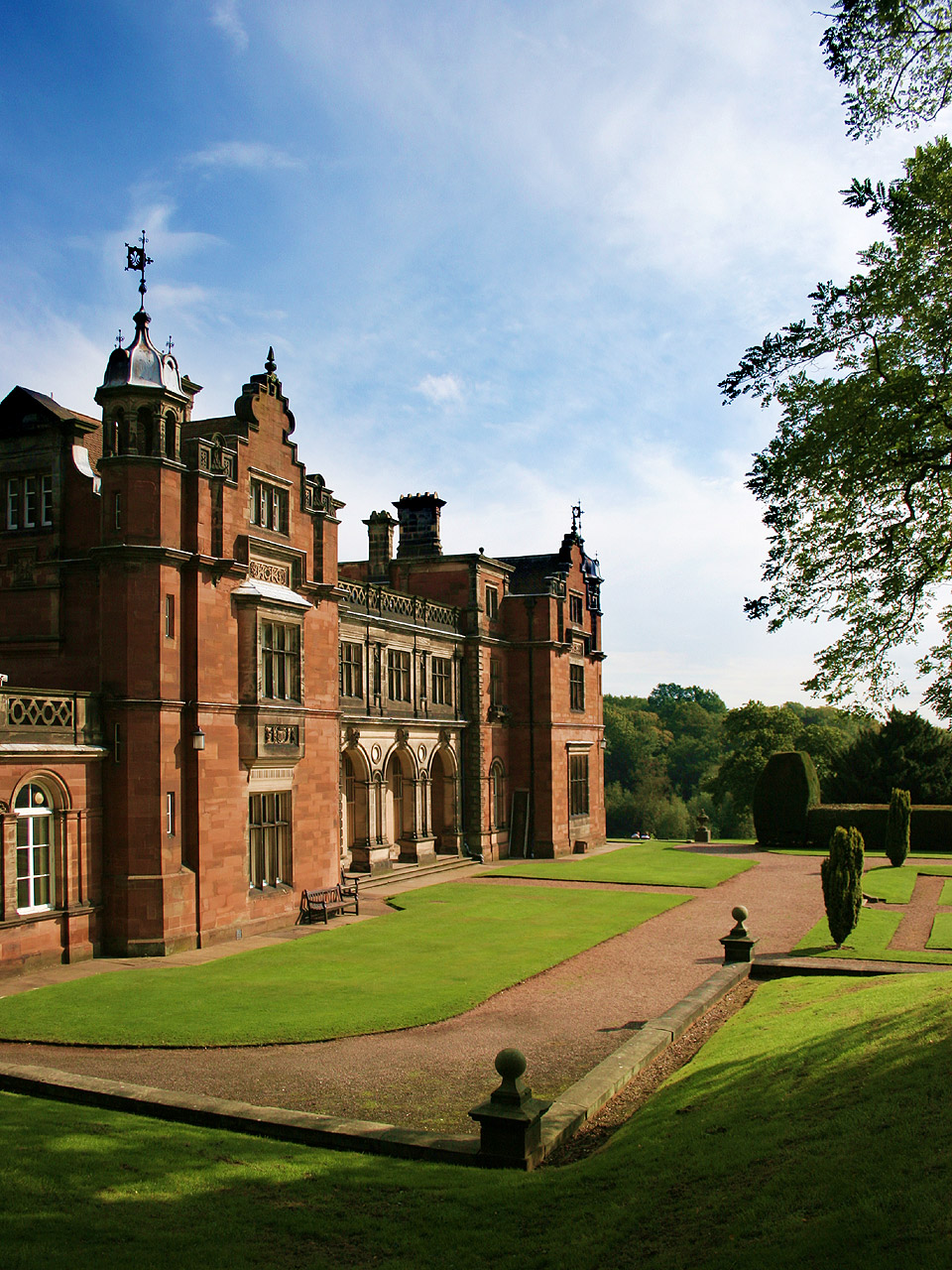
Keele Hall, Keele University

Die Universität Keele (englisch Keele University) bei Newcastle-under-Lyme  in Staffordshire, England, ist die größte Campus-Universität in Großbritannien.

## Lage
Die Universität Keele liegt in den sogenannten Midlands, etwa auf halber Strecke zwischen den beiden Großstädten Birmingham und Manchester. Benachbarte Städte sind Newcastle-under-Lyme und Stoke-on-Trent. Das etwa 250 Hektar umfassende Campus-Gelände der Universität Keele  befindet sich im Norden der Grafschaft Staffordshire, gleichsam auf freiem Feld,  etwa einen Kilometer südöstlich des Dorfes Keele, nach dem die Universität benannt ist, und  etwa fünf Kilometer westlich der Stadt Newcastle-under-Lyme.

## Geschichte

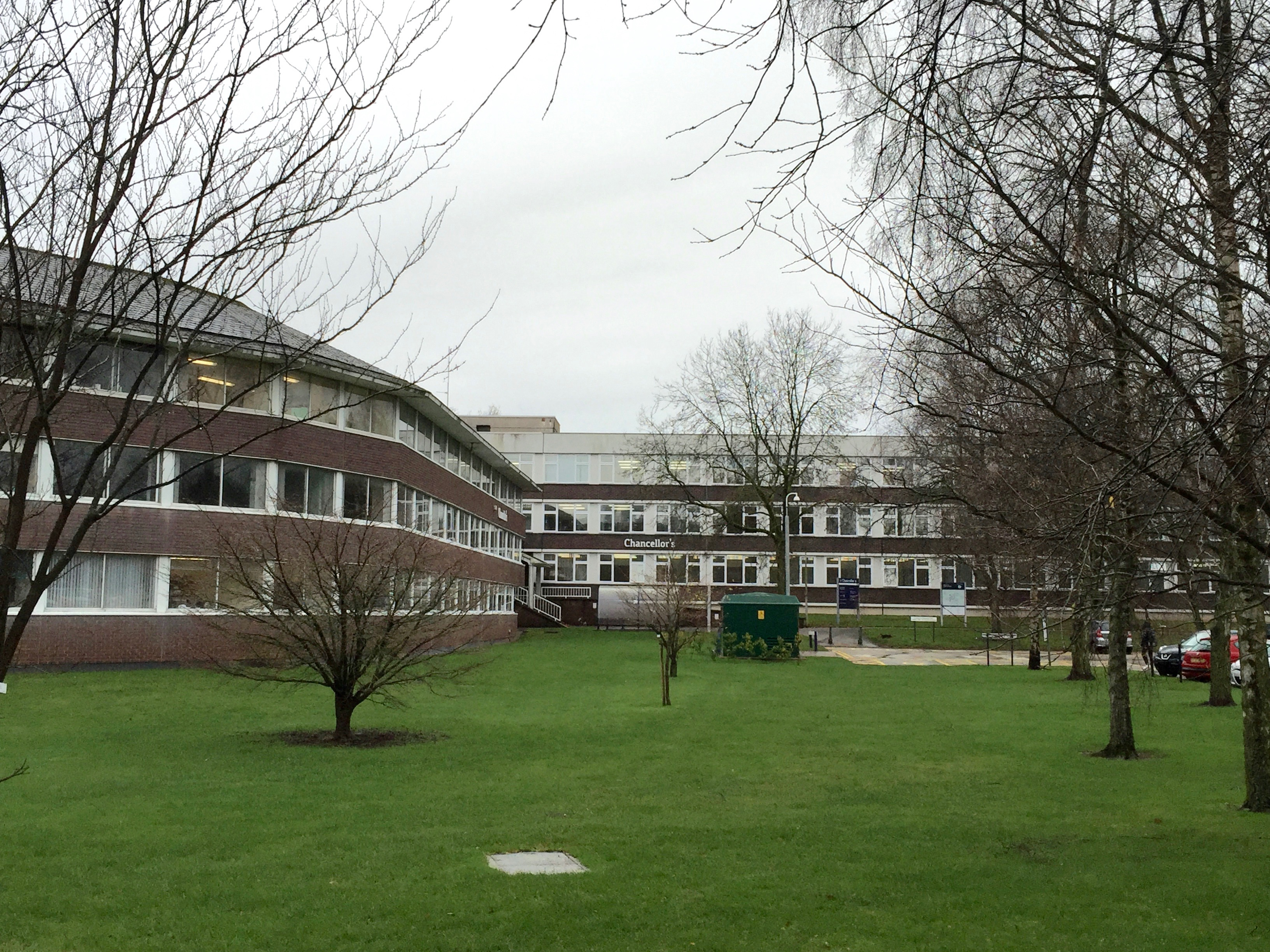
Verwaltungsgebäude der Keele University

1949 wurde das University College of North Staffordshire gegründet. Es erhielt 1962 den Status einer Universität; dabei erfolgte eine Umbenennung zu The University of Keele. Dies entspricht noch immer dem offiziellen Namen, obwohl die Universität sich heute selbst als Keele University bezeichnet.
Die meisten Bauten auf dem Campus-Gelände sind nach dem Zweiten Weltkrieg entstandene, architektonisch nüchtern gehaltene Zweckbauten. Das älteste Gebäude ist die Keele Hall, ein um die Mitte des 19. Jahrhunderts neu aufgebautes, stattliches Herrenhaus eines ehemaligen Ritterguts, das sich einmal im Besitz des Johanniter-Ritterordens befunden hatte und das nach der Auflösung dieses Ordens in England ans englische Königshaus gekommen war. Es wurde 1544 von Sir William Sneyd  für 344 £ aufgekauft. Während des Zweiten Weltkriegs beherbergte es militärische Einrichtungen. An die Keele Hall schließt sich eine große Parkanlage an.

## Lehre
Von der Universität werden Studiengänge in zahlreichen Fachbereichen der Naturwissenschaften, Geisteswissenschaften und Gesellschaftswissenschaften angeboten. Im Jahr 2002 wurde die Keele University School of Medicine gegründet, die ein fünf Jahre dauerndes volles Medizinstudium ermöglicht. Während der ersten zwei Jahre findet die Ausbildung der Medizinstudenten auf dem Campus der Universität statt. Die weitere, praxisorientierte Ausbildung vom dritten bis zum fünften Jahr wird in Kooperation mit dem University Hospital of North Staffordshire in Newcastle-under-Lyme durchgeführt.
2004 machte die Universität Keele mit der Internet-Veröffentlichung von rund fünf Millionen von ihr digitalisierten Luftbild-Aufnahmen des Zweiten Weltkriegs aus den Luftaufklärungs-Archiven (Aerial Reconnaissance Archives) der Royal Air Force international Schlagzeilen.

## Zahlen zu den Studierenden
Von den 10.880 Studenten des Studienjahrens 2019/2020 waren 6.510 weiblich und 4.360 männlich. 9.695 Studierende kamen aus England, 45 aus Schottland, 255 aus Wales, 60 aus Nordirland, 225 aus der EU und 570 aus dem Nicht-EU-Ausland. 8.490 der Studierenden strebten ihren ersten Studienabschluss an, sie waren also undergraduates. 2.395 arbeiteten auf einen weiteren Abschluss hin, sie waren postgraduates.
2006 waren es rund 12.700 Studierende und 1.400 Mitarbeiter gewesen. 2014/2015 waren 5.635 weibliche und 4.000 männliche, also insgesamt 9.635 Studierende eingeschrieben.